# Pancakarya (Ajung)
Pancakarya is een bestuurslaag in het regentschap Jember van de provincie Oost-Java, Indonesië. Pancakarya telt 11.609 inwoners (volkstelling 2010).